# Basse-Allaine
Basse-Allaine es una comuna suiza del cantón del Jura, situada en el distrito de Porrentruy. Limita al noreste con la comuna de Courcelles (FR-90), al este con Lugnez, Damphreux y Coeuve, al sur con Courchavon, al sureste con Bure, al oeste con Villars-le-Sec (FR-90), y al noroeste con Boncourt.
La comuna fue creada el 1 de enero de 2009 tras la fusión de las comunas de Buix, Courtemaîche y Montignez. 